# Издаване на книги, периодични издания и друга издателска дейност
Издаването на книги, периодични издания и друга издателска дейност е подотрасъл на издателската дейност в Статистическата класификация на икономическите дейности за Европейската общност.
Той включва издаването на книги, вестници, списания, фотографии, пощенски картички, календари, формуляри и други печатни продукти.